# OpenOffice.org Writer
OpenOffice.org Writer là một phần mềm soạn thảo văn bản trong bộ phần mềm văn phòng tự do OpenOffice.org.
Cũng như các gói phần mềm khác trong bộ OpenOffice.org, nó được xây dựng dựa theo mã nguồn của phần mềm StarOffice - vốn là một phần mềm bản quyền, có gần đủ các tính năng tương đương với bộ Microsoft Office. Chương trình này có thể hoạt động ăn khớp với hệ thống bảng biểu và phần mềm trình chiếu trong bộ phần mềm văn phòng OpenOffice.org.
Writer có khả năng mở và lưu các tài liệu ở các định dạng tập tin khác nhau, gồm cả OASIS Open Document Format 1.1 (định dạng tập tin mặc định của Writer), DOC, DOCX, RTF và XHTML của Microsoft Word.
Writer còn có khả năng xuất thành tập tin PDF, mặc dù chức năng ở Microsoft Word 2007 cũng có thể có nếu cài thêm một ứng dụng mở rộng có thể download tự do.
Từ phiên bản 3.0 trở đi, Writer có một số cải tiến về hình thức trình bày, nhất là tùy chọn hiển thị hai trang một và cách hiển thị các ghi chú (notes) bên cạnh trang soạn thảo.